# Receptor de insulina
O receptor de insulina é um receptor transmembranar que é activado pela insulina, IGF-I, IGF-II, pertencendo à grande classe dos receptores tirosina quinase.
Do ponto de vista metabólico, o receptor de insulina desempenha um papel central na regulação da homeostase da glucose, um processo funcional que quando em condições degeneradas podem resultar numa variedade de manifestações clínicas como a diabetes e o cancro.
Bioquimicamente, o receptor de insulina é codificado por um único gene, INSR, a partir do qual e por splicing alternativo durante a transcrição, resulta nas isoformas IR-A ou IR-B.
Eventos pós-translacionais a jusante, afectando cada uma das isoformas, resulta na formação através de clivagem proteolítica, de subunidades alfa e beta, que após combinação são capazes de homo- ou heterodimerização com vista à produção do receptor transmembranar de insulina.

## Interacções
Mostrou-se que o receptor de insulina interage com ectonucleótido pirofosfatase/fosfodiesterase 1, PTPN11, GRB10, GRB7, PRKCD, IRS1, SH2B1 e SMAD2 (Mothers against decapentaplegic homolog 2).